# Giải Tin giả
Giải Tin giả (Anh: Fake News Awards) được Tổng thống Hoa Kỳ Donald Trump sáng lập nhằm nêu bật các hãng tin mà bản thân cho rằng phải chịu trách nhiệm xuyên tạc cá nhân ông hoặc xuất bản các bài báo giả dối cả trước và trong nhiệm kỳ tổng thống. Ngày 17 tháng 1 năm 2018, một bài viết đăng trên blog của website đảng Cộng hòa đã công bố những người đoạt giải, bao gồm phạm vi từ những sai lầm nhỏ của các nhà báo trên truyền thông xã hội đến những bài viết tin tức đã được mời cải biên lại sau đó. Tuy nhiên, ngay cả khi qua nhiều bước sửa lại chính xác sau đó và xin lỗi vì bất kỳ lỗi sai nào, báo chí đã bị coi là 'kẻ thù của người Mỹ'.

## Sáng lập
Tổng thống Donald Trump lần đầu tiên đề xuất một giải thưởng mà sau này được gọi là 'Cúp Tin giả' (Anh: Fake News Trophy) trong một dòng Twitter tháng 11 năm 2017 với nội dung 'chúng ta nên có một cuộc thi về mạng tin tức nào, thêm CNN và không gồm Fox là cực kỳ bất lương, thối nát và/hoặc xuyên tạc bên trong địa hạt chính trị tổng thống yêu thích của bạn (tôi)'. Vào thời điểm đó, không rõ liệu ông thực sự có ý định sáng lập giải thưởng hay không. Cuối tháng 12, chiến dịch tuyển cử lại của Donald Trump đã gửi thư điện tử đến những người ủng hộ kèm theo một liên kết dẫn đến một cuộc thăm dò ý kiến trực tuyến yêu cầu họ đánh giá ba câu chuyện được đề cử theo thang đo tin 'giả', 'giả hơn', 'giả nhất'. Donald Trump tiếp tục đề cập đến giải thưởng trong một dòng Twitter ngày 2 tháng 1 năm 2018, ông vào thời điểm đó đã gọi giải thưởng là 'Giải truyền thông thối nát & bất lương nhất của năm' (Anh: Most Dishonest & Corrupt Media Awards of the Year), miêu tả rằng giải thưởng sẽ được trao cho 'bài viết tệ & bất lương trong các hạng mục khác nhau'. Giải thưởng được lên lịch trình công bố lúc 17 giờ theo múi giờ miền Trung Bắc Mỹ ngày 8 tháng 1 năm 2018. Trong một dòng Twitter ngày 7 tháng 1 cùng năm, Donald Trump đã thay đổi ngày công bố sang 17 tháng 1 năm 2018, thể hiện sự quan tâm gia tăng đến giải thưởng.
Một số người dẫn chương trình bàn luận đêm khuya như Samantha Bee và Jimmy Kimmel đã tham gia cổ động châm biếm cho giải thưởng. The Late Show with Stephen Colbert đã hiển thị một bảng quảng bá châm biếm tương tự ở Quảng trường Thời đại thuộc thành phố New York với các hạng mục gồm 'ít Breitbart nhất' và 'giả dối thối nát nhất', The Daily Show của Trevor Noah đã mua một quảng cáo toàn trang về giải thưởng trên The New York Times. The Tonight Show Starring Jimmy Fallon phát sóng một vở kịch châm biếm Giải Tin giả vào ngày 16 tháng 1 năm 2018.

## Giải thưởng
Mười câu chuyện đã được trao giải đến từ CNN (bốn lần), The New York Times (hai lần), The Washington Post, ABC News, Newsweek, Time. Một giải thưởng thứ mười một thêm vào đã được trao cho các bài viết về cáo buộc Nga can thiệp vào cuộc bầu cử tổng thống Hoa Kỳ 2016 nói chung, được định danh 'trò bịp bợm có lẽ lớn nhất gây ra cho người Mỹ'.
Thông báo ban đầu về những người đoạt giải được các nhà phân tích truyền thông miêu tả là một sự thất bại, bởi vì website của đảng Cộng hòa đã gặp phải sự cố kỹ thuật và hiển thị lỗi 404 cùng với một dòng chữ ghi chú cho biết 'chúng tôi đang làm cho nó vĩ đại trở lại' (Anh: we're making it great again). Cuối cùng, một liên kết tới một bài viết blog được hiển thị.
|    | Nhà báo                                                 | Tổ chức             | Câu chuyện | Ghi chú |
| -- | ------------------------------------------------------- | ------------------- | --- | --- |
| 1  | Paul Krugman                                            | The New York Times  | Bài viết ngắn thuộc chuyên mục quan điểm công chúng của The New York Times đã dự đoán liệu thị trường sẽ hồi phục trong nhiệm kỳ tổng thống Trump, "câu trả lời được duyệt là không bao giờ". | Chuyên mục viết của Krugman không phải là một bài viết tin tức, nhưng là một chuyên mục quan điểm về những điều mà ông nghĩ rằng nhiệm kỳ tổng thống Trump sẽ mang đến. Krugman đã thay đổi tuyên bố ba ngày sau đó và viết rằng thâm hụt ngân sách dưới nhiệm kỳ Trump có lẽ thực sự gia cố nền kinh tế ngắn hạn.                                                     |
| 2  | Brian Ross                                              | ABC News            | Bài viết cẩu thả về cựu Cố vấn An ninh Quốc gia Hoa Kỳ Michael Flynn. | ABC đã hiệu đính lỗi khi bài viết được chỉ ra, Ross đã bị đình chỉ bốn tuần và sau đó ABC cho làm việc trở lại. Bài viết cũng đã được liên kết với một sự sụt giảm tạm thời 350 điểm chỉ số trung bình công nghiệp Dow Jones, nhưng chứng khoán đã phục hồi nhanh chóng.                                                                                               |
| 3  | Manu Raju, Jeremy Herb                                  | CNN                 | Bài viết tuyên bố rằng chiến dịch tranh cử Trump đã sớm tiếp cận được các tài liệu WikiLeaks bị đánh cắp.                                                                                     | The Washington Post, The Wall Street Journal, NBC News đã sớm nhận ra lỗi và CNN đã sửa lại. |
| 4  | Zeke Miller                                             | Time                | Một dòng Twitter tuyên bố rằng một tượng bán thân của Martin Luther King đã bị vứt bỏ khỏi Phòng Bầu dục.                                                                                     | Một dòng Twitter, không phải một câu chuyện tin tức, hiệu chỉnh vấn đề sau 40 phút. Time đã đưa ra lời xin lỗi. |
| 5  | Dave Weigel                                             | The Washington Post | Một dòng Twitter với một bức ảnh gây hiểu lầm giả thiết một đám đông ủng hộ Trump tại Pensacola không được 'ngăn lắp hàng lối'.                                                               | Ảnh được chụp trong khi khán giả vẫn đang tiếp tục bước vào nhà thi đấu. Một dòng Twitter, không phải một câu chuyện tin tức, bị xóa sau 20 phút. Nhà báo đã đưa ra lời xin lỗi. |
| 6  | Veronica Rocha                                          | CNN                 | CNN công bố một video đưa đến ấn tượng Trump bất cẩn thả thức ăn quá mức cho cá tại một hồ cá Koi trong một cuộc gặp với thủ tướng Nhật Bản Abe Shinzō.                                       | Một dòng Twitter, không phải một câu chuyện tin tức, Video đầy đủ cho thấy rằng Trump đã sao chép lại những gì Abe đang làm khi đó; bài viết đi kèm video thực sự miêu tả những hành động của Trump theo một hướng tương đối tích cực. |
| 7  | Thomas Frank                                            | CNN                 | Một bài báo tuyên bố Giám đốc truyền thông Nhà Trắng Anthony Scaramucci có liên hệ với Nga.                                                                                                   | Bài báo đã bị gỡ bỏ sau đó. Ba nhân viên CNN gồm Thomas Frank được đề cử giải Pulitzer, trợ lý biên tập viên quản lý Eric Lichtblau (gia nhập gần đây từ The New York Times và đoạt một giải Pulitzer), biên tập viên điều hành phụ trách điều tra Lex Haris đều từ chức.                                                                                              |
| 8  | Chris Riotta                                            | Newsweek            | Bài viết tuyên bố đệ nhất phu nhân Ba Lan Agata Kornhauser-Duda đã không bắt tay Trump. | Hiệu chỉnh vấn đề sau ba giờ phát hành. |
| 9  | Gloria Borger, Eric Lichtblau, Jake Tapper, Brian Rokus | CNN                 | Bài viết nói cựu giám đốc FBI James Comey sẽ phản đối tuyên bố của Trump khi ông nói rằng được thông báo không bị điều tra.                                                                   | Câu chuyện được CNN hiệu chỉnh lại. |
| 10 | Lisa Friedman                                           | The New York Times  | Bài viết nêu các nhà khoa học sợ hãi chính quyền Trump đang lên kế hoạch không cho xuất bản một nghiên cứu về ấm lên toàn cầu.                                                                | Nghiên cứu đã thực sự được truy cập công khai trong bảy tháng. Trong một bài viết hiệu chính, New York Times đã tuyên bố rằng "báo cáo được đăng tải lên một thư viện kỹ thuật số internet phi lợi nhuận trong tháng một nhưng nhận được ít chú ý cho đến khi nghiên cứu được The New York Times công bố", mặc dù nghiên cứu đã được Washington Post báo cáo trước đó. |
| 11 | Nhiều người                                             | Nhiều người         | Tuyên bố chiến dịch Trump đã "cấu kết" với Nga. | Điều tra Tư vấn Đặc biệt về cáo buộc Nga can thiệp vào cuộc bầu cử tổng thống Hoa Kỳ 2016 "đã không chứng minh được các thành viên trong chiến dịch Trump âm mưu hoặc cấu kết với chính phủ Nga trong các hoạt động can thiệp bầu cử". |

Ba câu chuyện trong thăm dò ý kiến trước đó yêu cầu những người ủng hộ Trump gồm bài viết về Michael Flynn của ABC, bài viết nói Trump tiếp cận các tài liệu WikiLeaks của CNN, bài viết sai lầm báo cáo về Martin Luther King của Zeke Miller.

## Đón nhận
Phản ứng mạnh mẽ về 'giải thưởng' đến từ nhiều nguồn khác nhau. Những người ủng hộ Trump coi giải thưởng như một phương thức truyền miệng kiểm tra để nêu bật sự thiên vị của truyền thông chống tổng thống, trong khi những người chỉ trích coi giải thưởng như một nỗ lực làm suy yếu tự do báo chí.
Phản ứng về Giải Tin giả, Ủy ban bảo vệ các nhà báo vào ngày 18 tháng 1 cùng năm tuyên bố đó là 'giải đàn áp báo chí', hội đã trao cho Trump 'Thành tựu chung về Xói mòn tự do báo chí toàn cầu' vì đã truyền cảm hứng cho những tiếng reo hò của 'tin giả' tại Trung Quốc, Syria, Nga. Các giải thưởng khác đã được Ủy ban bảo vệ các nhà báo trao cho Recep Tayyip Erdoğan, Tập Cận Bình, Aung San Suu Kyi. Giải Tin giả được ứng viên tổng thống Evan McMullin gọi là một cuộc tấn công vào tự do báo chí và Tu chính án I Hiến pháp Hoa Kỳ. Giải thưởng đã bị The Guardian miêu tả là 'một cảnh tượng kỳ quái'. Các thượng nghị sĩ Jeff Flake và John McCain cũng đã chỉ trích Trump về việc sáng lập giải thưởng. John McCain trong một chuyên mục quan điểm công chúng trên The Washington Post bình luận rằng cách sử dụng cụm từ 'tin giả' của Trump 'đang được các nhà độc tài sử dụng để bịt miệng nhà báo, làm suy yếu đối thủ chính trị, ngăn chặn sự giám sát của truyền thông và lừa dối công chúng'. Thống đốc bang Connecticut Dannel Malloy gọi giải thưởng là 'tuyên truyền phát xít'.
Trên Twitter, một số nhà bình luận truyền thông chúc mừng 'những người đoạt giải', một số khác đã giễu nhại giải thưởng. Tài khoản Twitter của New York Daily News bày tỏ sự thất vọng khi không đoạt được một hạng mục giải thưởng nào. Nhà báo Chris Riotta nói đùa rằng ông ấy đã 'vinh dự và thấy không xứng đáng' khi nằm trong danh sách nhận giải thưởng.